# Stylianos Venetidis
Stylianos "Stelios" Venetidis (Larissa, Grécia 19 de novembro de 1979) é um ex-futebolista grego, que atua como lateral-esquerdo, sempre atuou em times gregos, sendo tetra campeão nacional com o Olympiakos, e tetra da Copa da Grécia. Stelios foi campeão da Euro 2004, em Portugal.

## Títulos
Copa da Grécia:14
PAOK Thessaloniki FC: 2001
Olympiakos: 2005,2006
Larissa: 2007
Campeonato Grego:
Olympiacos: 2002, 2003, 2005, 2006
Euro 2004
Seleção Grega de Futebol